# Fernando Castro
Fernando „Pecoso” Castro Lozada (ur. 11 lutego 1949 w Manizales) – kolumbijski piłkarz występujący na pozycji lewego obrońcy, obecnie trener.

## Kariera klubowa
Castro pochodzi z miasta Manizales, stolicy departamentu Caldas. Jego ojciec Agustín Eduardo Dickin, z pochodzenia pół-Anglik, a z zawodu kolejarz, opuścił rodzinę, gdy Castro miał osiem lat. Całą siódemkę rodzeństwa – Castro posiada sześciu młodszych braci – wychowywała samotnie matka Adiela Lozada, zarabiając na życie najpierw pracą w firmie z tekstyliami, a następnie czyszczeniem ubrań. Nazwisko odziedziczył po babci ze strony ojca. Przez większość okresu dorastania mieszkał w dzielnicy Fátima. Edukację zakończył w wieku jedenastu lat, by pomóc rodzinie w utrzymaniu; w kolejnych latach dorywczo pracował w piekarni, sklepie papierniczym czy jako taksówkarz. Jako siedemnastolatek odebrał w Servicio Nacional de Aprendizaje (SENA) wykształcenie mechanika samochodowego i przez następne siedem lat był zatrudniony w firmie Central Hidroeléctrica de Caldas. Wskutek wypadku w pracy stracił mały palec u prawej dłoni.
Równocześnie Castro występował w amatorskich drużynach piłkarskich z Manizales – kolejno w Casa Mata, América El Carmen, Osos de Berlín i Atlético Botaccin. W Botaccin kilkukrotnie triumfował w lokalnych turniejach w różnych kategoriach wiekowych. Zdolny, lewonożny ofensywny pomocnik zwrócił uwagę lokalnego klubu CD Once Caldas, który w 1969 roku pozyskał jego kartę zawodniczą z Botaccin za 40 dolarów. Z ekipą Los Sabios – rezerwami Once Caldas – wywalczył tytuł amatorskiego mistrza Kolumbii, równocześnie grając także w reprezentacji departamentu Caldas. Do pierwszej drużyny został włączony przez argentyńskiego trenera Rogelio Muñiza i w Campeonato Colombiano zadebiutował 20 maja 1971 w wygranym 2:0 spotkaniu z Deportes Tolima. Strzelił wówczas obydwa gole dla swojego zespołu. Kilka tygodni później podpisał z Once Caldas profesjonalny kontrakt, lecz jeszcze przez dwa lata łączył grę w piłkę z pracą mechanika.
W 1972 roku został przekwalifikowany przez szkoleniowca Juana José de Mario na pozycję lewego obrońcy, na której (z kilkoma wyjątkami) spędził już resztę swojej kariery. W barwach Once Caldas – ligowego średniaka – spędził ogółem cztery lata bez poważniejszych osiągnięć. Następnie przez dwa sezony występował na wypożyczeniu w przeciętnym Deportes Quindío. Drużyna zmagała się z problemami finansowymi, mając zaległości wobec graczy i nie potrafiła się włączyć do walki o ambitne cele. W 1977 roku przeniósł się do czołowego zespołu w kraju – Deportivo Cali. Tam od razu został filarem słynnej drużyny prowadzonej przez Carlosa Bilardo, uznawanej za jedną z najlepszych w historii klubu. Spędził tam kolejne pięć lat; zdobył trzy wicemistrzostwa Kolumbii (1977, 1978, 1980) i raz dotarł do finału Pucharu Kolumbii (1981). Doszedł również do finału najbardziej prestiżowych rozgrywek Ameryki Południowej – Copa Libertadores (1978). Prowadzony przez Bilardo zespół Deportivo został wówczas pierwszym kolumbijskim klubem, który zdołał dotrzeć do finału Pucharu Wyzwolicieli.
Castro w barwach Deportivo dał się poznać jako bardzo szybki, bezkompromisowo grający i temperamentny boczny obrońca, dysponujący dobrym dośrodkowaniem i często podłączający się do akcji ofensywnych. W zneutralizowaniu rywala nie zawsze ograniczał się do przepisowych metod – w finale Copa Libertadores z argentyńskim Boca Juniors korzystając z nieuwagi sędziego wtarł napastnikowi drużyny przeciwnej Ernesto Mastrángelo w oczy maść, skutecznie uniemożliwiając mu skuteczny występ. Przez przeciwników był uznawany za bardzo twardego i ciężkiego do pokonania w pojedynku indywidualnym rywala. Jest uważany za legendę Deportivo Cali, z 214 rozegranymi meczami znajduje się w czołówce klasyfikacji zawodników z największą liczbą występów dla klubu.
Po odejściu z Deportivo, Castro przez sezon występował jeszcze w stołecznym Independiente Santa Fe, po czym powrócił do swojego macierzystego CD Once Caldas. Wygrał z nim wiosenną fazę Copa de la Paz sezonu 1983 (nie było to jednak równoznaczne z mistrzostwem kraju). Ogółem barwy Once Caldas reprezentował przez sześć sezonów (rozłożonych na dwa pobyty w tym klubie), podczas których rozegrał w zespole 170 ligowych meczów. Piłkarską karierę zdecydował się zakończyć w wieku 35 lat.

## Kariera reprezentacyjna
W reprezentacji Kolumbii Castro zadebiutował za kadencji selekcjonera Blagoje Vidinicia, 18 lipca 1979 w wygranym 1:0 meczu towarzyskim z Peru. W swoich pierwszych występach w kadrze był wystawiany przez macedońskiego szkoleniowca na nietypowej dla siebie pozycji środkowego pomocnika. Kilka tygodni później został powołany na turniej Copa América, podczas którego trzon kolumbijskiej kadry stanowili zawodnicy grający na co dzień w Deportivo Cali pod okiem Carlosa Bilardo. Na kontynentalnym czempionacie Castro rozegrał wszystkie cztery spotkania w pełnym wymiarze czasowym, a Kolumbijczycy odpadli z rozgrywek w fazie grupowej.
Mocną pozycję w reprezentacji Castro utrzymał również po odejściu Vidinicia i przejęciu kadry przez Carlosa Bilardo. Podczas południowoamerykańskich eliminacji do mistrzostw świata w Hiszpanii był podstawowym lewym obrońcą drużyny narodowej, rozgrywając wszystkie możliwe cztery mecze od pierwszej do ostatniej minuty. Kolumbijska ekipa nie zdołała się jednak zakwalifikować na mundial, a nieudane eliminacje były zarazem ostatnim epizodem Castro w reprezentacji. Swój bilans w kadrze zamknął na piętnastu występach.

## Kariera trenerska
Bezpośrednio po zakończeniu kariery zawodniczej Castro rozpoczął pracę jako szkoleniowiec. Jest kontynuatorem myśli trenerskiej słynnego Carlosa Bilardo – swojego byłego przełożonego z Deportivo Cali oraz reprezentacji Kolumbii – i uznawany jest za jego ucznia oraz następcę. Najpierw pracował w Deportivo Cali jako asystent trenera Vladimira Popovicia (1985–1986), równocześnie prowadząc klubowe rezerwy. Ukończył kurs trenerski w Chile, a następnie przez kilka tygodni przebywał w Argentynie na stażach u trenerów Miguela Ángela Russo i Héctora Veiry. W maju 1987 zastąpił tragicznie zmarłego Norberto Bautistę na stanowisku szkoleniowca klubu Deportes Quindío. Zajął z nim dziesiąte miejsce w tabeli, po czym w grudniu odszedł z zespołu i kontynuował przygotowania do zawodu trenera. W 1989 roku powrócił do Quindío, a kolejnych latach bez poważniejszych sukcesów trenował inne przeciętne drużyny z ligi kolumbijskiej – Cúcuta Deportivo (1991) i Envigado FC (1993–1994), plasując się z nimi w środku tabeli.
W styczniu 1995 Castro objął funkcję trenera zespołu Deportivo Cali, w którym spędził najlepsze lata kariery jako zawodnik i którego pozostawał wieloletnim kibicem. W pierwszym sezonie zajął z nim czwartą pozycję w lidze, lecz już w następnych rozgrywkach 1995/1996 poprowadził drużynę Deportivo do oczekiwanego od 22 lat tytułu mistrza Kolumbii. Został również pierwszym trenerem narodowości kolumbijskiej, który zdobył mistrzostwo z Deportivo (przed nim czterokrotnie dokonali tego Argentyńczycy i raz Serb). Był zgodnie uznawany za głównego architekta tytułu mistrzowskiego – podkreślano świetne przygotowanie drużyny do sezonu oraz ofensywną i efektowną grę zespołu (rekordowe 121 strzelonych goli w sezonie). Chwalono go za zmysł taktyczny i koncepcję atrakcyjnego, elastycznego stylu gry, opartego na umiejętnym wdrożeniu taktyki „rombu” w linii pomocy, a także stawianie na młodych zawodników. Po zdobyciu tytułu mistrzowskiego przed drużyną postawiono cel zwycięstwa w przyszłorocznych międzynarodowych rozgrywkach Copa Libertadores. Tam jednak ekipa Deportivo spisała się znacznie poniżej oczekiwań, odpadając już w fazie grupowej. To, a także zmiana zarządu klubu, było przyczyną podjęcia decyzji o nieprzedłużaniu umowy z Castro w czerwcu 1997. Mimo odejścia pozostawił podwaliny pod przyszłe sukcesy Deportivo i odcisnął na niej swoje piętno – już rok później jego były asystent José Eugenio Hernández zdobył z zespołem kolejny tytuł mistrzowski.
W styczniu 1998 Castro został trenerem drużyny Independiente Medellín. Przez cały sezon jego podopieczni walczyli o czołowe lokaty w tabeli, prezentując efektowny styl gry. Do osiągnięcia sukcesu zabrakło jednak głównie stabilności finansowej w klubie – na przestrzeni rozgrywek piłkarze kilkakrotnie strajkowali z powodu braku wypłat. Po odejściu z Medellín objął ekipę Independiente Santa Fe, z którą dotarł do finału międzynarodowego turnieju Copa Merconorte 1999. W klubie ze stołecznej Bogoty stworzył stosunkowo młody, chwalony przez media za nieustępliwość zespół, który osiągał wyniki ponad oczekiwań, lecz nie zdołał mimo to odnieść sukcesu w rozgrywkach ligowych – pod wodzą Castro osiągał kolejno trzynaste, dziewiąte, czwarte, szóste i dziewiąte miejsce w tabeli. W styczniu 2002 powrócił do Deportivo Cali, będącego wówczas jednym z najmocniejszych kandydatów do mistrzostwa. Zajął z nim pierwsze miejsce w tabeli ligowej, lecz potem odpadł z rywalizacji o tytuł w fazie półfinałowej i po zaledwie sześciu miesiącach odszedł z klubu.
Kilka tygodni później Castro objął ekipę ówczesnego mistrza Kolumbii – Américę Cali. Na arenie krajowej nie potrafił się zbliżyć do osiągnięć swojego poprzednika na tym stanowisku Jaime de la Pavy, który zdobył trzy tytuły mistrzowskie z rzędu. Podczas trzech sezonów pracy Castro drużyna Amériki zajmowała kolejno czwarte, trzecie i jedenaste miejsce w tabeli. Świetny występ zanotowała natomiast w rozgrywkach Copa Libertadores 2003, kiedy to dotarła aż do półfinału. Oprócz tego pobyt Castro w Américe został zapamiętany z incydentu z ćwierćfinałowego meczu Pucharu Wyzwolicieli z argentyńskim River Plate (4:1), kiedy to szkoleniowiec wdał się w bójkę z piłkarzem rywali Claudio Husaínem. Sytuacja ta odbiła się szerokim echem w kontynentalnych mediach. Ogółem w Américe pracował przez półtora roku.
W marcu 2005 Castro zastąpił Dragana Miranovicia na stanowisku trenera stołecznego Millonarios FC, podpisując umowę do końca roku. Szybko wyciągnął drużynę z poważnego kryzysu i świetnie zaczął z nią jesienny sezon – jego podopieczni zanotowali wówczas sześć zwycięstw z rzędu, tym samym zyskując sobie miano poważnego kandydata do tytułu. Następnie drużyna popadła jednak w obniżkę formy i do końca sezonu wygrała już tylko raz, zajmując czternaste miejsce w tabeli. Media jako przyczynę zaskakującego kryzysu podawały konflikt Castro z czołowymi piłkarzami, ale również zaległości w płacach i dobrą grę innych pretendentów do mistrzostwa. Bezpośrednio po tym szkoleniowiec odszedł z Millonarios. W styczniu 2007 objął swój macierzysty CD Once Caldas, gdzie jednak zanotował bardzo nieudane pół roku (cztery zwycięstwa w osiemnastu meczach) i już w maju odszedł z klubu. W styczniu 2008 powrócił do Independiente Santa Fe, z którym podpisał roczną umowę. Z ekipą mającą aspiracje do tytułu mistrzowskiego odnosił dobre wyniki i jego Santa Fe uplasowało się na trzecim miejscu w tabeli. Rozstał się jednak z klubem już po sześciu miesiącach w kontrowersyjnych okolicznościach, skonfliktowany z dziennikarzem Carlosem Antonio Vélezem i zarządem, który jeszcze podczas jego pracy prowadził negocjacje w sprawie objęcia drużyny z Hernánem Darío Gómezem.
W marcu 2010 Castro został trenerem broniącego się przed spadkiem, skromnego zespołu Deportes Quindío, po raz pierwszy od kilkunastu lat obejmując klub spoza kolumbijskiej czołówki. Na stanowisku tym pozostawał przez niemal trzy lata i osiągał przeciętne oraz odpowiadające możliwościom drużyny wyniki (z jednym wyjątkiem) – kolejno osiemnaste, piąte, dziesiąte, czternaste, piętnaste i trzynaste miejsce w tabeli. W listopadzie 2012 zarząd zdecydował się nie przedłużyć wygasającego kontraktu z trenerem, jako uzasadnienie podając niezrealizowanie zamierzonych celów sportowych. W sierpniu 2014 podpisał umowę z kolejnym ligowym przeciętniakiem – zespołem Atlético Huila. Z kandydata do spadku z ligi stworzył atrakcyjnie, ofensywnie grającą drużynę, która okazała się rewelacją rozgrywek i do samego końca sezonu walczyła o tytuł mistrzowski. W grudniu zrezygnował ze stanowiska i rozpoczął negocjacje kontraktowe w sprawie swojego powrotu do Deportivo Cali. Klub Atlético Huila pozwał wówczas do sądu polubownego Deportivo, powołując się na obowiązującą do końca czerwca 2015 umowę szkoleniowca. Po toczącej się półtora roku sprawie sąd przychylił się do stanowiska klubu z Neivy, wobec czego Castro i jego sztab trenerski musieli zapłacić odszkodowanie w wysokości 81 milionów pesos (około 27 tysięcy dolarów).
W styczniu 2015 Castro na mocy dwuletniej umowy powrócił do Deportivo Cali, otrzymując zadanie przywrócenia klubowi dawnej świetności (przez ostatnie siedemnaście lat klub zdobył tytuł mistrza tylko dwukrotnie). Już w pierwszym, wiosennym sezonie Apertura 2015 zdobył z Deportivo swój drugi tytuł mistrza Kolumbii. Trzon mistrzowskiej drużyny stanowili młodzi, związani z klubem gracze (osiemnastu z trzydziestu piłkarzy w składzie było wychowankami Deportivo). Wobec odejścia czołowych zawodników kolejne rozgrywki okazały się już znacznie mniej udane – Deportivo nie potrafiło włączyć się do walki o obronę tytułu, a rozczarowujący występ podopieczni Castro zanotowali również w Copa Libertadores 2016, kiedy to bez żadnego zwycięstwa zajęli ostatnie miejsce w grupie. W międzyczasie ekipa przegrała również w dwumeczu o superpuchar Kolumbii – Superliga Colombiana. Wskutek słabych wyników (dwie wygrane w ostatnich czternastu meczach), w kwietniu 2016 trener został zwolniony ze stanowiska.
W marcu 2017 Castro został szkoleniowcem ekipy Atlético Bucaramanga. Tam zanotował udany pierwszy sezon, kiedy to z ósmego miejsca wprowadził przeciętny zespół do decydującej o mistrzostwie fazy play-off (ćwierćfinał). Kolejne rozgrywki ekipa rozpoczęła jednak od remisu i czterech porażek, co w lipcu spowodowało rezygnację Castro ze stanowiska. W sierpniu 2018 powrócił do Amériki Cali, zastępując Pedro Felício Santosa w roli trenera. Prowadził ten zespół przez kolejne osiem miesięcy z dobrymi wynikami, lecz w kwietniu 2019 został niespodziewanie zwolniony po przegranych derbach miasta. América miała wówczas na koncie cztery ligowe mecze z rzędu bez zwycięstwa, lecz wciąż zajmowała wysoką, piątą pozycję w tabeli.